# Brecon
Brecon (wal. Aberhonddu, hist. ang. Brecknock) – miasto w środkowej Walii, w hrabstwie Powys, położone nad rzeką Usk, na północnym skraju parku narodowego Brecon Beacons, dawna stolica historycznego hrabstwa Brecknockshire (Breconshire). W 2011 roku zamieszkane było przez 8250 osób.
Miasto powstało wokół zamku wzniesionego przez Normanów w 1092 roku.
30 listopada 1945 roku urodził się tu Roger Glover, kompozytor, basista grupy Deep Purple.